# QX
QX (аббр. от Queer Extra) — журнал на шведском языке, издающийся ежемесячно компанией QX Förlag AB и являющийся крупнейшим периодическим ЛГБТ-изданием в регионе.
QX GayMap Stockholm — ежегодный печатный летний путеводитель на английском языке по гей-сцене Стокгольма. Тираж печатной карты составляет 40 тыс. экземпляров

## История
Журнал основан в феврале 1995 года как приложение к газете Reporter с целью создания коммуникационной платформы для ЛГБТ-сообщества в Швеции и Скандинавии. Газета Reporter, издававшаяся фондом Rosa Triangeln с 1986 года, обанкротилась в июне 1995 года. В августе того же года по инициативе журналиста Юна Восса была основана компания Polcop AB (позже переименованная в QX Förlag AB). В октябре 1995 года компания выпустила первый номер QX как отдельный бесплатный журнал.
Редакция QX организует ежегодную церемонию награждения Gaygalan Awards, на которой с 1999 года вручаются призы за продвижение в обществе идей ЛГБТ. В 2004 году гала-концерт впервые транслировался по телеканалу Sveriges Television, когда он проходил в Hamburger Börs, а ведущей была Анника Ланц.
С 1999 по 2017 год QX управлял франшизой Mr Gay Sweden и является также спонсором ежегодного фестиваля Stockholm Pride.